# Valiente Verde
Valiente Verde (Alicante, 8 de septiembre de 1970) es un fotógrafo español especializado en retrato con un toque personal bastante característico que enriquece las posibilidades de esta técnica, incorporando a la perfección técnica guiños de humor, teatralidad e imaginación.

## Biografía
Valiente Verde se graduó como técnico superior de Imagen y Sonido en el IES Luis García Berlanga de Alicante. Aunque lo original de sus apellidos induce a pensar que su nombre artístico no es el real, ciertamente sí son sus dos auténticos apellidos. Además de alicantino, Valiente Verde se siente muy manchego, de donde son sus dos padres, como se refleja en sus trabajos más íntimos y en otros muy relacionados con la España tradicional y deshabitada.
Colaboró en el diario Información de Alicante, en su sección dominical y es un fotógrafo prolífico que aborda la temática del retrato con gran maestría y un enfoque algo transgresor y gran originalidad. Además de lo anterior se dedica a su obra personal y es uno de los profesores del festival PhotoAlicante

## Temática y estilo
Su temática predilecta son las personas en sus realidades cotidianas (laborales, familiares...), tanto urbanas como rurales, pero siempre con la intención de documentar esa realidad efímera con su pincelada personal. El pueblo originario de sus padres, en la Provincia de Albacete y toda su familia, entorno y vecinos están entre sus escenarios preferidos.
Su modo de trabajo es haciendo de director, no de mero captador de imágenes casuales, buscando una teatralidad donde el humor y/o la ironía siempre estén patentes. Él mismo se define como un fotógrafo costumbrista "con un toque marujo". Sus imágenes hacen un uso descarado y voluntariamente visible del flash y suelen tener un cromatismo bastante intenso que aporta matices y vivacidad.
Actualmente uno de sus proyectos, de gran valor etnográfico pero enfocado con su marcado toque irónico y humorístico, se titula "Massai Rural" y retrata a habitantes del menguante y descuidado mundo rural en España.

## Exposiciones (selección)
- 2019 (octubre)ː "Pendiente", Sala de exposiciones FNAC de Bilbao
- 2019ː"Familiarízate". Teatro Principal (Alicante).[6]
- 2018 (julio a septiembre)ː"Retrato". Lonja del Pescado (Alicante). Colectiva con María Moldes, Cayetano Navarro, Jaume Fuster, Rafa Arjonés e Iván Carbonell[7][8]
- 2018 (julio y agosto)ː"Benidorm expone". Benidormː Colectiva, con fotógrafas como Alicia Lamarca o Mercedes Fittipaldi, entre otros, así como artistas de otros áreas[9]

## Conferencias y Talleres (selección)
- 2020 (7 de febrero)ː "La vida es puro retrato", Museo del Calzado de Elda (Alicante)[10]
- 2019 (18 de octubre)ː Conferencia de retrato dentro del Festival BilboArgazki de Bilbao[11]
- 2018 (10 de noviembre)ː Conferencia "con un 6 y un 4" y taller "Afontado". Museo Artium de Vitoria[12][13]
- 2015 (15 de junio)ː "Mi yo retrato" en el VI Seminario "Infotógrafos", Universidad de Alicante[14]

## Obra en colecciones
- Galería EspacioFoto de Madrid[15]